# Mamma ho ingoiato l'autotune 3
Mamma ho ingoiato l'autotune 3  è il decimo EP del rapper italiano Jesto, pubblicato il 26 aprile 2017.

## Tracce
1. Io lo so – 4:02
2. Emoji – 3:57
3. Lasagne – 4:07
4. Solo accompagnare – 3:43
5. Tpx1sc – 3:41
6. Stare shallo – 3:58
7. Mamma sto trappando – 3:55
8. Fikachu – 2:19
9. Non piangere – 3:21

## Formazione
Musicisti
- Jesto – voce

Produzione
- Pankees – produzione, missaggio, mastering ed editing

## Classifiche
| Classifica (2017) | Posizione massima |
| ----------------- | ----------------- |
| Italia            | 58                |